# 青木はるみ (歌手)

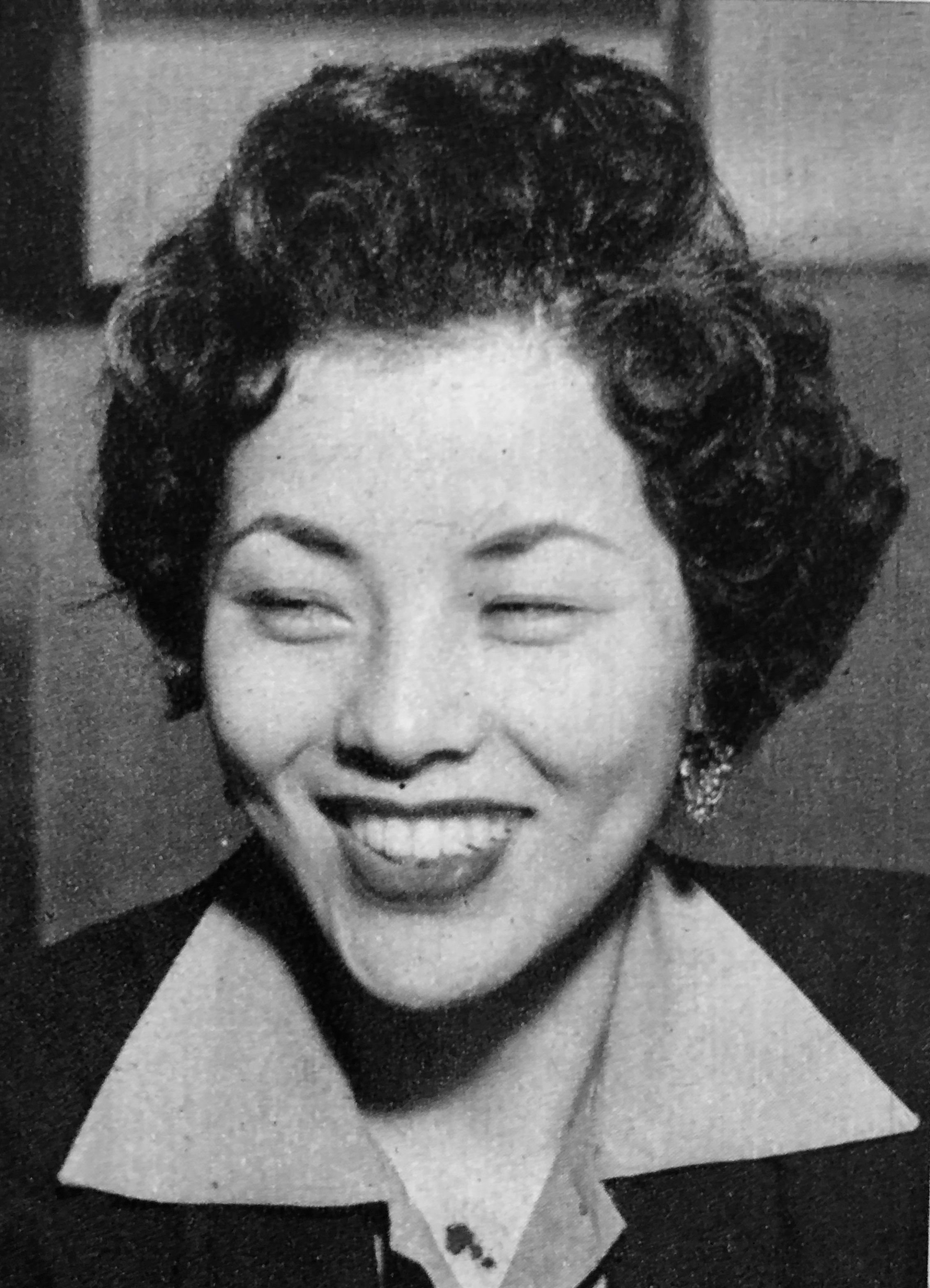
青木はるみ（1954年）

青木はるみ（あおき はるみ、1932年（昭和7年） - 2009年9月）は、日本の歌手。歌手で、日本歌手協会6代目会長の青木光一は実兄。本名は青木泰子。

## 来歴・人物
1932年（昭和7年）、佐賀県唐津市出身。本名、青木輝子。満洲奉天に家族で移住し、奉天高等女学校を卒業。
1952年（昭和27年）、新東宝スターレットの第1期生に採用され、映画女優としてデビューするも、しばらく芽が出なかった。
映画を諦めてジャズ学校に入っていたところを吉田正の目にとまり、まず1953年(昭和28年)12月、ビクターシスターズのメンバーとしてデビュー。そして半年後の1954年（昭和29年）5月、芸者スタイルで「娘ごころは恥ずかしうれし」で歌手デビュー。同曲は5万枚の大ヒットとなる。同年8月、香川県丸亀のお座敷芸であった「野球けん」を歌い、大ヒットする。しかし、多忙な生活が理由となり1955年12月に発売された｢安来くずし」を最後に歌手を引退。
その後、映画俳優として『えくぼ人生』などに出演した。
昭和40年代の懐メロブームの際に再登場するが、2度テレビ出演したのみで、まもなく引退した。
2009年（平成21年）9月に訃報が報じられる。享年77。

## ディスコグラフィー
- 娘ごころは恥ずかしうれし／ちよいとネ（規格品番：V-41234）
- 小染模様（規格品番：V-41264。小畑実との共演。片面は小畑実の「お坊主天狗」）
- 野球けん／芸者秀駒（規格品番：V-41277）
- 新・月よりの使者（三浦洸一との共演）／月夜しぐれ（規格品番：V-41279）
- ゴジラさん／うちのアンギラス（野沢一馬との共演）（規格品番：V-41405。『ゴジラの逆襲』イメージソング）